# Le Dernier Loup (roman)
Le Dernier Loup (Az utolsó farkas), publié en 2009, est un court roman de l'écrivain hongrois László Krasznahorkai.

## Résumé
Une personnalité renommée, bien que déchue, désormais plus habituée à fréquenter un bar hongrois d'une grande ville allemande, est surpris de recevoir une invitation de résidence en Estrémadure. Il accepte finalement de s'y rendre, pour une semaine, avec presque comme seule indication le souvenir d'un article de journal, concernant la mort du dernier loup d'Estrémadure ou d'Espagne, en 1985. Une expédition l'y entraîne, à la découverte d'autres vérités.

## Éditions
- Az utolsó farkas (2009), roman Publié en français sous le titre Le Dernier Loup, Paris, Éditions Cambourakis, septembre 2019, 80 pages  (ISBN 978-2-3662-4442-7) ; réédition, Paris, Cambourakis, coll. « Irodalom », 2022, 74 pages  (ISBN 978-2-36624-671-1)